# Maltesische Badminton-Juniorenmeisterschaft
Maltesische Badminton-Juniorenmeisterschaften werden seit 1977 ausgetragen.

## Die Titelträger
| Saison    | Herreneinzel        | Dameneinzel          | Herrendoppel                        | Damendoppel                           | Mixed                              |
| --------- | ------------------- | -------------------- | ----------------------------------- | ------------------------------------- | ---------------------------------- |
| 1977      | Martin Farrugia     | Marcelle Miscallef   | A. Amato Martin Farrugia            | Marcelle Miscallef L. Falzon          | Godwin Grech Marcelle Micallef     |
| 1978      | Godwin Grech        | Marcelle Miscallef   | Godwin Grech J. Chetcuti            | nicht ausgetragen                     | Godwin Grech Marcelle Micallef     |
| 1979      | Godwin Grech        | Marcelle Miscallef   | Godwin Grech J. Chetcuti            | Marcelle Miscallef I. Gatt            | Godwin Grech Marcelle Micallef     |
| 1980      | Godwin Grech        | C. Zammit            | Godwin Grech J. Chetcuti            | C. Zammit Catherine Meli              | Godwin Grech C. Zammit             |
| 1981      | J. Verzin           | M. Zerafa            | J. Verzin M. Portelli               | M. Zerafa Catherine Meli              | J. Verzin Catherine Meli           |
| 1982      | J. Verzin           | D. Vella             | R. Sawyer A. Sawyer                 | D. Vella C. Lauria                    | J. Verzin Catherine Meli           |
| 1983      | Y. Adly             | M. Zerafa            | P. Darmanin R. Hill                 | M. Terafa Catherine Meli              | P. Darmanin Catherine Meli         |
| 1984      | Y. Adly             | V. Scerri            | M. Mizzi C. Scerri                  | V. Scerri G. Farrugia                 | M. Mizzi G. Farrugia               |
| 1985      | Kenneth Vella       | G. Farrugia          | Kenneth Vella K. Coleiro            | V. Vella G. Farrugia                  | Kenneth Vella G. Farrugia          |
| 1986      | Kenneth Vella       | Romina Cachia        | Kenneth Vella K. Coleiro            | R. Cachia Claudine Attard Pace        | Kenneth Vella Claudine Attard Pace |
| 1987      | Kenneth Vella       | Claudine Attard Pace | Kenneth Vella K. Coleiro            | Marie L. Psaila Rachel Williams       | Kenneth Vella Rachel Williams      |
| 1988      | Kenneth Vella       | Marisa Psaila        | Kenneth Vella Simon Spiteri         | Marie L. Psaila Rachel Williams       | Kenneth Vella Rachel Williams      |
| 1989      | Simon Spiteri       | Valerie Caruana      | Keith Mifsud Simon Spiteri          | Valerie Caruana Sharon Zammit         | Simon Spiteri Jennifer Borg        |
| 1990      | Simon Spiteri       | Valerie Caruana      | Simon Spiteri Aldo Polidano         | Valerie Caruana Rachel Williams       | Simon Spiteri Rachel Williams      |
| 1991      | David Cole          | Jennifer Borg        | David Cole Rodney Abela             | Jennifer Borg Joanne Borg             | David Cole Valerie Caruana         |
| 1992      | David Cole          | Jennifer Borg        | David Cole Rodney Abela             | Jennifer Borg Joanne Borg             | David Cole Valerie Caruana         |
| 1993      | Aldo Polidano       | Jennifer Borg        | Aldo Polidano Neil Spiteri          | Jennifer Borg Yvette Mallia           | Aldo Polidano Jennifer Borg        |
| 1994      | Aldo Polodano       | Jennifer Borg        | Aldo Polidano Neil Spiteri          | Jennifer Borg Yvette Mallia           | Neil Spiteri Jacqueline Degiovanni |
| 1995      | Neil Spiteri        | Marica Farrugia      | Neil Spiteri Jason Caruana          | Marica Farrugia Jacqueline DeGiovanni | Neil Spiteri Jacqueline DeGiovanni |
| 1996 1997 | nicht ausgetragen   | nicht ausgetragen    | nicht ausgetragen                   | nicht ausgetragen                     | nicht ausgetragen                  |
| 1998      | Stefan Salomone     | Marica Farrugia      | Stefan Salomone Robert Salomone     | Rachel Attard Miriam Bezzina          | nicht ausgetragen                  |
| 1999      | Robert Salomone     | Rachel Attard        | Stefan Salomone Robert Salomone     | Rachel Attard Miriam Bezzina          | nicht ausgetragen                  |
| 2000      | Stefan Salomone     | Rachel Attard        | Stefan Salomone Robert Salomone     | Rachel Attard Daniela Magri           | nicht ausgetragen                  |
| 2001      | Adrian Chetcuti     | Fiorella Farrugia    | nicht ausgetragen                   | nicht ausgetragen                     | nicht ausgetragen                  |
| 2002      | Adrian Chetcuti     | Fiorella Farrugia    | Adrian Chetcuti Edmond Degiovanni   | Maria Borg Fiorella Farrugia          | nicht ausgetragen                  |
| 2003      | Albert Bezzina      | Maria Borg           | Albert Bezzina Adrian Chetcuti      | Maria Borg Fiorella Farrugia          | nicht ausgetragen                  |
| 2004      | Christopher Spiteri | Maria Borg           | Christopher Spiteri Adrian Chetcuti | Maria Borg Fiorella Farrugia          | nicht ausgetragen                  |
| 2005      | Adrian Chetcuti     | Maria Borg           | Avner Vella Samuel Cali             | Maria Borg Fiorella Farrugia          | nicht ausgetragen                  |
| 2006      | nicht ausgetragen   | nicht ausgetragen    | nicht ausgetragen                   | nicht ausgetragen                     | nicht ausgetragen                  |
| 2007      | Samuel Cali         |                      | Samuel Cali                         |                                       | Neil Spiteri Jacqueline Degiovanni |
| 2008      | Terence Gatt        | Klara O’Berg         | nicht ausgetragen                   | Klara O’Berg Sarah Shawky             |                                    |
| 2009      | Terence Gatt        | Cheryl Dimech        | Terence Gatt Owen Grech             | Dominique Francica Catriona Francica  |                                    |
| 2010      | Donovan Borg        | Dominique Francica   | Donovan Borg Matthew Sammut         | Dominique Francica Catriona Francica  | Kyle Sciberras                     |
| 2011      | Kyle Sciberras      | Dominique Francica   | Matthew Abela Owen Grech            | Dominique Francica Catriona Francica  | Owen Grech Catriona Francica       |
| 2012      | Owen Grech          | Jacqueline Grech     | Kyle Sciberras Nigel Degaetano      | Jacqueline Grech                      | Owen Grech Jacqueline Grech        |
| 2013      | Kyle Sciberras      | Jacqueline Grech     | Matthew Abela Owen Grech            | Jacqueline Grech Martina Vella        | Owen Grech Jacqueline Grech        |
| 2014      | Owen Grech          | Yanika Polidano      | Matthew Abela Owen Grech            | Maria Angela Gambin Paula Gambin      | Owen Grech Paula Gambin            |
| 2015      | Matthew Abela       | Sarah Fava           |                                     | Sarah Fava Cheryl Gilford             | Matthew Abela Sarah Fava           |
| 2016      | Matthew Abela       | Sarah Fava           | Matthew Abela Nigel Degaetano       | Michaela Ellul Yanika Polidano        | Matthew Abela Sarah Fava           |
| 2017      | Matthew Abela       | Michaela Ellul       | Mark Abela Samuel Cassar            | Michaela Ellul Yanika Polidano        | Matthew Galea Rebecca Spiteri      |
| 2018      | Samuel Cassar       | Michaela Ellul       | nicht ausgetragen                   | Michaela Ellul Yanika Polidano        | Samuel Cassar Francesca Clark      |
| 2019      | Samuel Cassar       | Lauren Azzopardi     | Mark Abela Samuel Cassar            | nicht ausgetragen                     | Matthew Abela Sarah Fava           |
| 2020      | nicht ausgetragen   | Francesca Clark      | nicht ausgetragen                   | Francesca Clark Eleanor Abela         | nicht ausgetragen                  |
| 2021      | Samuel Cassar       | Francesca Clark      | nicht ausgetragen                   | nicht ausgetragen                     | nicht ausgetragen                  |
| 2022      | nicht ausgetragen   | nicht ausgetragen    | nicht ausgetragen                   | nicht ausgetragen                     | nicht ausgetragen                  |
| 2023      | nicht ausgetragen   | Francesca Clark      | nicht ausgetragen                   | nicht ausgetragen                     | nicht ausgetragen                  |
| 2024      | Jeremy Mark Gatt    | nicht ausgetragen    | nicht ausgetragen                   | nicht ausgetragen                     | nicht ausgetragen                  |